# Brattholmen (Austevoll)
Pour les articles homonymes, voir Brattholmen (homonymie).
Brattholmen est une île norvégienne du comté de Hordaland appartenant administrativement à Austevoll.

## Description
Rocheuse et couverte de quelques arbres, elle s'étend sur environ 163 m de longueur pour une largeur approximative de 89 m. 